# Musée des Arts décoratifs de Berlin
Pour les articles homonymes, voir Musée des arts décoratifs.
Ne doit pas être confondu avec Musée des Arts décoratifs de Dresde.
Le musée des Arts décoratifs de Berlin (en allemand : Kunstgewerbemuseum Berlin), anciennement Deutsches Gewerbe-Museum zu Berlin, est un musée berlinois fondé en 1868 et consacré aux arts décoratifs. Il fait partie des musées d'État de Berlin.
Ses collections sont réparties entre le Kulturforum et le château de Köpenick (de).

## Description
Le musée des Arts décoratifs de Berlin présente des arts décoratifs européens (et byzantins) de toutes les périodes de l'histoire de l'art post-classique, ainsi que des objets en or, en argent, en verre et en émail, de la porcelaine, des meubles, des lambris, des tapisseries, des costumes et des soies.

## Directeurs
- 1867–1908 : Julius Lessing (1843–1908)
- 1908–1927 : Otto von Falke (de) (1862–1942)
- 1928–1947 : Robert Schmidt (de) (1878–1952)

## Galerie

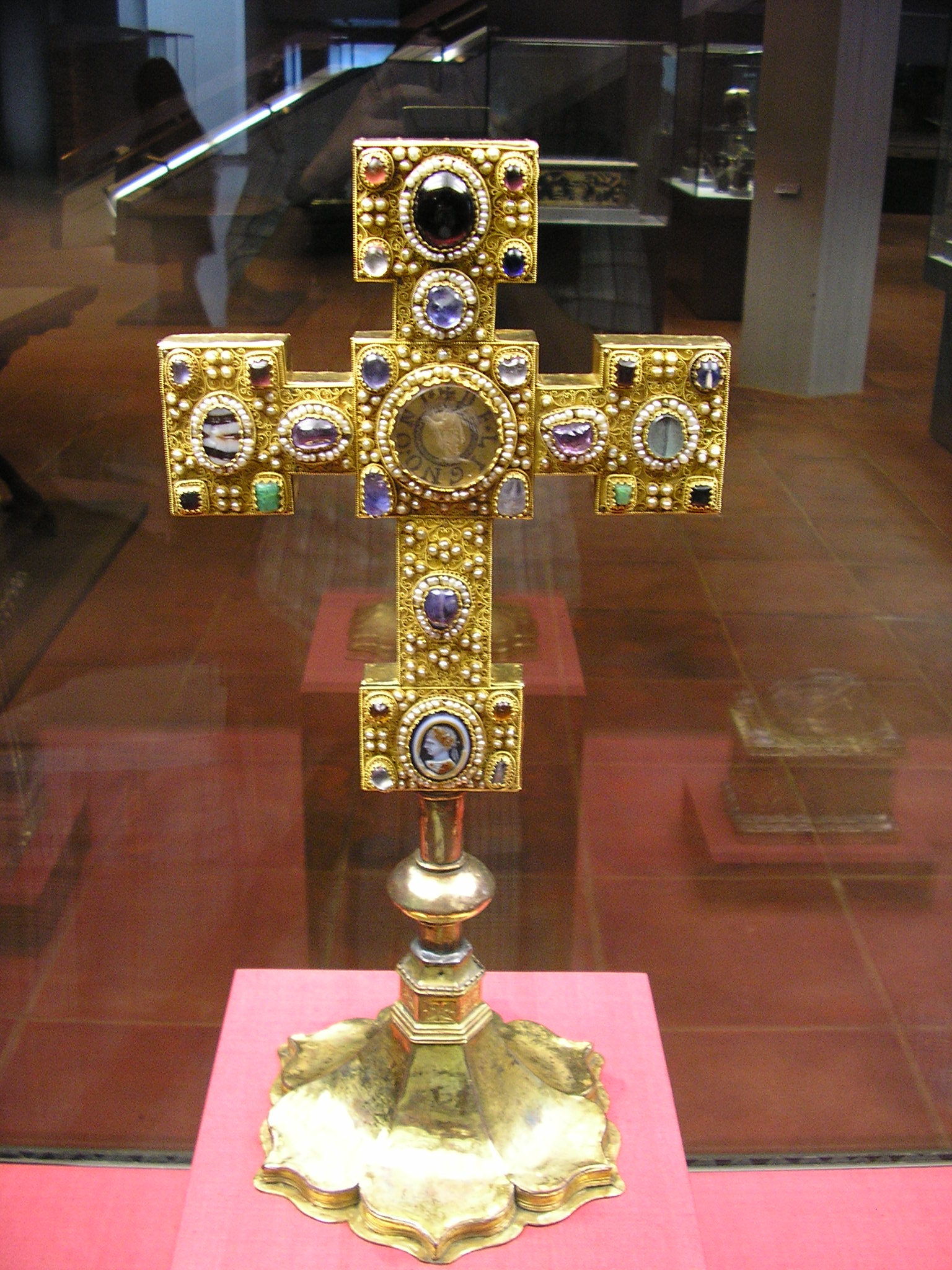
Croix de procession d'Enger.
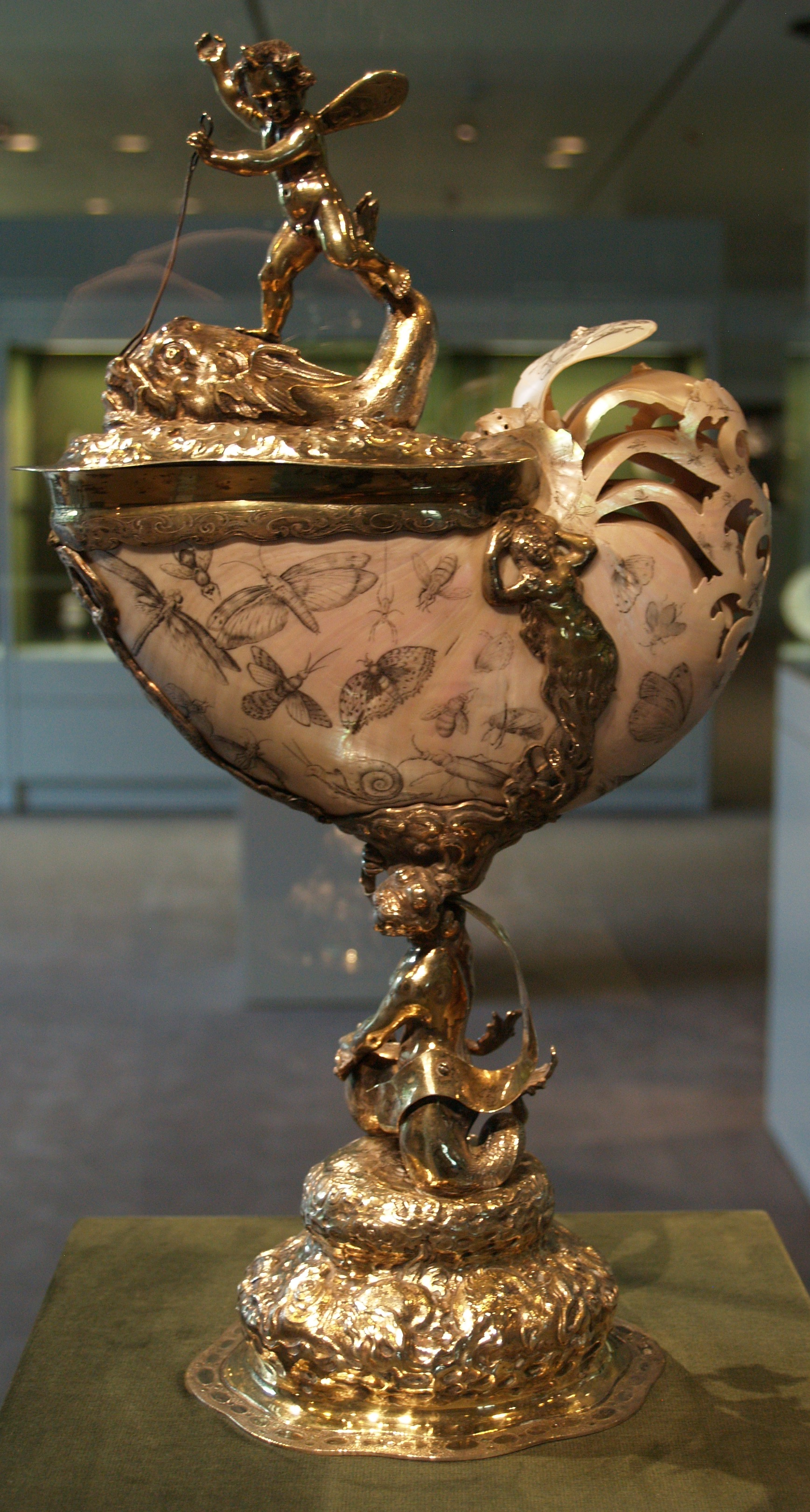
Nautile de l'abbé d'Oliwa, Aleksander Kęsowski, 1643-1667[2].
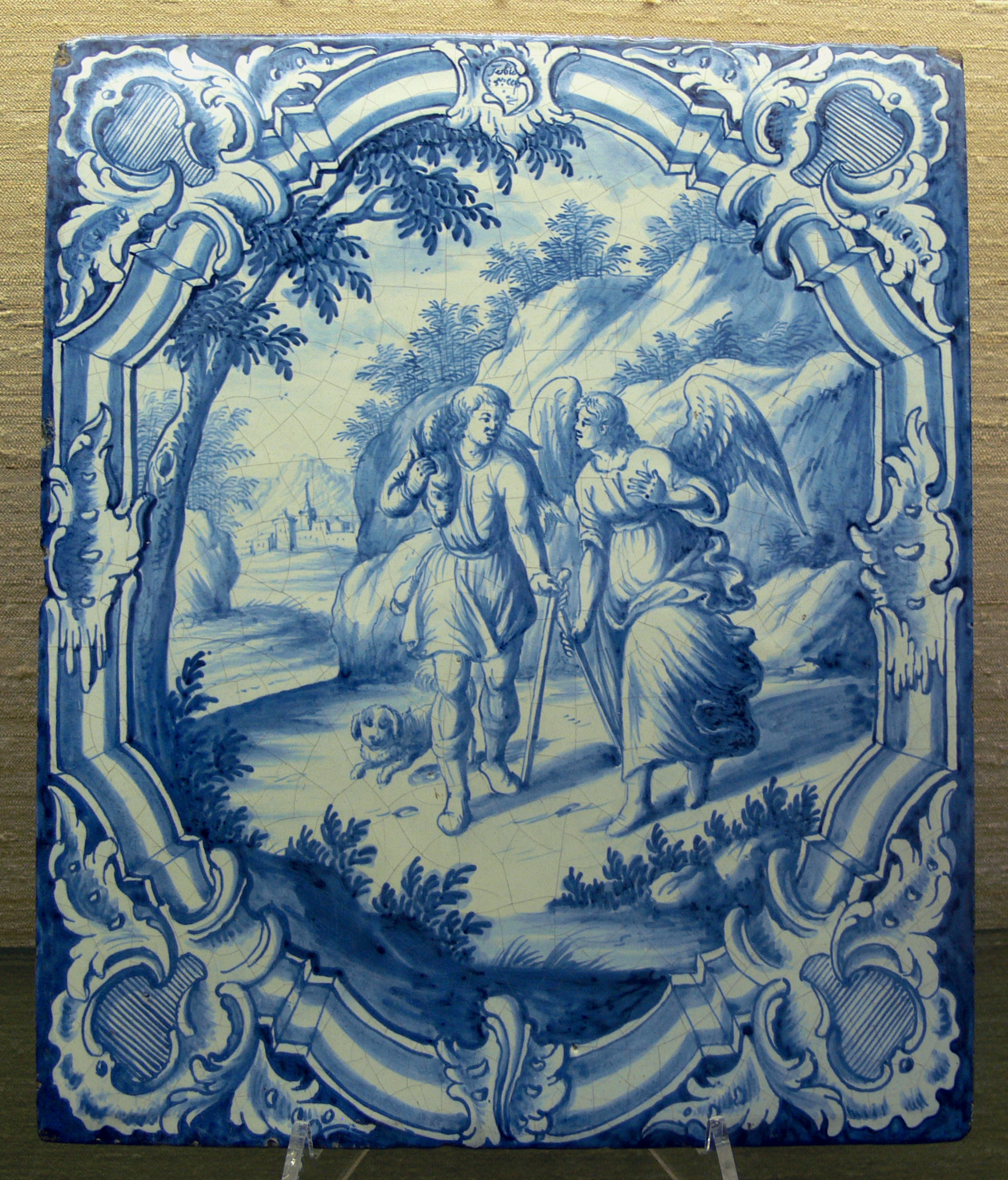
Carreau de faïence (XVIIIe siècle) représentant Tobie et l'Ange.